# Justin Ress
Justin Ress (Cary (North Carolina), 3 augustus 1997) is een Amerikaanse zwemmer.

## Carrière
Bij zijn internationale debuut, op de wereldkampioenschappen zwemmen 2017 in Boedapest, eindigde Ress als zesde op de 50 meter rugslag.
Op de Pan-Pacifische kampioenschappen zwemmen 2018 in Tokio eindigde de Amerikaan als tiende op de 100 meter rugslag.
Tijdens de wereldkampioenschappen zwemmen 2022 in Boedapest werd hij wereldkampioen op de 50 meter rugslag. Op de 4×100 meter vrije slag veroverde hij samen met Caeleb Dressel, Ryan Held en Brooks Curry de wereldtitel.

## Internationale toernooien
| Jaar | Olympische Spelen                         | WK langebaan                              | WK kortebaan                              | PanPacs                                   | Pan-Amerikaanse Spelen                    |
| ---- | ----------------------------------------- | ----------------------------------------- | ----------------------------------------- | ----------------------------------------- | ----------------------------------------- |
| 2017 |                                           | 6e 50m rugslag                            |                                           |                                           |                                           |
| 2018 |                                           |                                           | geen deelname                             | 10e 100m rugslag                          |                                           |
| 2019 |                                           | geen deelname                             |                                           |                                           | geen deelname                             |
| 2020 | Geen toernooien vanwege de coronapandemie | Geen toernooien vanwege de coronapandemie | Geen toernooien vanwege de coronapandemie | Geen toernooien vanwege de coronapandemie | Geen toernooien vanwege de coronapandemie |
| 2021 | geen deelname                             |                                           | geen deelname                             |                                           |                                           |
| 2022 |                                           | 50m rugslag · 4×100m vrije slag           | 13-18 december                            |                                           |                                           |

## Persoonlijke records
Bijgewerkt tot en met 29 april 2022
Kortebaan
| Afstand         | Tijd  | Datum            | Plaats    |
| --------------- | ----- | ---------------- | --------- |
| 50m vrije slag  | 20,95 | 21 november 2020 | Boedapest |
| 100m vrije slag | 45,70 | 28 november 2021 | Eindhoven |
| 50m rugslag     | 23,02 | 28 november 2021 | Eindhoven |
| 100m rugslag    | 50,38 | 5 september 2021 | Napels    |

Langebaan
| Afstand         | Tijd  | Datum         | Plaats     |
| --------------- | ----- | ------------- | ---------- |
| 50m vrije slag  | 21,91 | 19 juni 2021  | Omaha      |
| 100m vrije slag | 48,38 | 26 april 2022 | Greensboro |
| 50m rugslag     | 23,92 | 28 april 2022 | Greensboro |
| 100m rugslag    | 52,73 | 29 april 2022 | Greensboro |